# 1674 Груневельд
1674 Груневельд (1674 Groeneveld) — астероїд головного поясу, відкритий 7 лютого 1938 року.
Тіссеранів параметр щодо Юпітера — 3,182.